# 国際連合安全保障理事会決議145
国際連合安全保障理事会決議145（こくさいれんごうあんぜんほしょうりじかいけつぎ145、英: United Nations Security Council Resolution 145, UNSCR145）は、1960年7月22日に国際連合安全保障理事会で全会一致で採択された決議。ベルギーに対してコンゴ共和国からの迅速な軍の撤退を要請し、あらゆる国家に対してコンゴにおける法と秩序の回復を妨げたり、その領土保全を脅かす可能性のある行為を控えるように要請した。

## 内容
国際連合安全保障理事会の第879回会合において、1960年7月14日に採択された国連安保理決議第143号の履行に関するダグ・ハマーショルド国連事務総長の報告を検討して国連加盟国から提供された支援に感謝し、ベルギー政府に対してコンゴ共和国（コンゴ・レオポルドヴィル）からの軍撤退を決議した国連安保理決議第143号の迅速な履行を要請した。また、あらゆる国家に対してコンゴにおける法と秩序の回復を妨げたり、その領土保全を脅かす可能性のある行為を控えるように要請した。
決議は賛成11票の全会一致で採択された。